# Майоль, Жак
Жак Майоль (фр. Jacques Mayol; 1 апреля 1927 — 22 декабря 2001) — французский ныряльщик, первым достиг стометровой глубины на задержке дыхания 23 ноября 1976 года. Многократный чемпион мира по свободному нырянию.

## Биография
Жак Майоль, по национальности француз, родился в Шанхае. Когда он пришёл в свободное ныряние, последним установленным рекордом были достижения итальянцев Энио Фалько и Альберто Новелли, и это был всего 41 метр. За свою жизнь Жак увеличил эту величину более чем в два раза — его последний рекорд датируется 1983 годом и составляет 105 метров. Как исследователь, он изучал потенциальные возможности человека к погружению. Ввёл в практику свободного ныряния упражнения из йоги на дыхание и концентрацию.
Жак Майоль покончил жизнь самоубийством, повесившись в своём доме на острове Эльба в возрасте 74 лет. Тело было обнаружено соседом Майоля в субботу 22 декабря 2001 года. Его близкий друг Умберто Пелиццари подтвердил, что у Майоля несколько месяцев продолжалась депрессия. В предсмертной записке Жак Майоль просил кремировать себя, что и было сделано в итальянском городке Ливорно.
Фильм Люка Бессона «Голубая бездна» был вдохновлён историей жизни Майоля, который участвовал в съёмках как консультант и один из сценаристов. Майоль написал книгу «Человек-дельфин». Снимался в фильме режиссера Этьена Верхагена «Круиз с китами и дельфинами» (2002) вместе с Бернаром Делемоттом - старшим ныряльщиком из команды Кусто.

## Человек-дельфин
Помимо достижений в области ныряния, Майоль был известен своими философскими и мистическими воззрениями в вопросах взаимоотношений человека и океана, а также особо тёплыми отношениями с дельфинами. Первый опыт близкого общения с ними Майоль получил в 1957 году, работая техником во флоридском океанариуме, где он знакомится с самкой бутылконосого дельфина по кличке Клоун. За два года работы в океанариуме между человеком и дельфином формируется тесная эмоциональная связь, которая и внесла значительные коррективы в мировоззрение и жизненную позицию Майоля. Именно после встречи с Клоун дайвинг перестаёт быть для Майоля простым увлечением:
Поначалу свободное ныряние было для меня всего лишь обычным спортом. Но после того, как я сдружился с [ней] в океанариуме Майями, я почувствовал, что для того, чтобы продолжить дельфинизировать себя, мне необходимо зайти за пределы моих физических возможностей.
В 1986 году Майоль пишет книгу под названием «Человек-дельфин», в которой излагает свои взгляды на проблемы охраны Мирового океана и его место в жизни человечества.